# Swojki
Swojki (deutsch Schwoiken) ist ein Ort in der polnischen Woiwodschaft Ermland-Masuren. Er gehört zur Gmina Łukta (Landgemeinde Locken) im Powiat Ostródzki (Kreis Osterode in Ostpreußen).

## Geographische Lage
Swojki liegt am Westufer des Jezioro Marąg (deutsch Mahrung-See) im Westen der Woiwodschaft Ermland-Masuren, elf Kilometer südöstlich der einstigen Kreisstadt Mohrungen (polnisch Morąg) bzw. 17 Kilometer nördlich der heutigen Kreismetropole Ostróda (deutsch Osterode in Ostpreußen).

## Geschichte
Das ursprünglich Schweiken genannte kleine Gutsdorf wurde 1874 in den neu errichteten Amtsbezirk Eckersdorf (polnisch Florczaki) im ostpreußischen Kreis Mohrungen eingegliedert. 36 Einwohner zählte Schwoiken im Jahre 1910. Am 30. September 1928 wurde das Dorf nach Eckersdorf eingemeindet und bildete bis 1945 einen Ortsteil dieser Gemeinde.
Als 1945 in Kriegsfolge das gesamte südliche Ostpreußen an Polen fiel, war auch Schwoiken davon betroffen. Der Ort wurde wieder verselbständigt und erhielt die polnische Namensform „Swojki“. Heute ist er in das Schulzenamt (polnisch Sołectwo) eingegliedert und als solcher eine Ortschaft innerhalb der Landgemeinde Łukta (Locken) im Powiat Ostródzki (Kreis Osterode in Ostpreußen), bis 1998 der Woiwodschaft Olsztyn, seither der Woiwodschaft Ermland-Masuren zugehörig.

## Kirche
Bis 1945 war Schwoiken in die evangelische Kirche Eckersdorf in der Kirchenprovinz Ostpreußen der Kirche der Altpreußischen Union, außerdem in die römisch-katholische Kirche Mohrungen eingepfarrt.
Heute gehört Swojki zur katholischen Pfarrei Florczaki im Erzbistum Ermland sowie zur Kirchengemeinde Morąg, einer Filialgemeinde von Ostróda in der Diözese Masuren der Evangelisch-Augsburgischen Kirche in Polen.

## Verkehr
Swojki liegt östlich der Woiwodschaftsstraße 527 (frühere deutsche Reichsstraße 133) und ist über Florczaki auf direktem Wege erreichbar. Die nächste Bahnstation ist Żabi Róg (Horn) an der vor 1945 bis nach Elbing (polnisch Elbląg) verlaufenden Bahnstrecke Olsztyn–Bogaczewo.